# 2次カリエス
二次カリエス（二次齲蝕、二次虫歯）とは、歯の実質欠損のなかで、う蝕を修復した歯において、再度う蝕になったものをいう。
う蝕の予防は歯垢の完全除去と糖分摂取の厳密な管理によって成し遂げられるが、二次う蝕の場合には、最初のう蝕の治療の際に、う蝕が取り除ききれていない場合にそこから進行したり、レジンやインレー、クラウンといった修復物と天然の歯との間のごくわずかな隙間から生じたりするため、根本的な予防は困難である。
う蝕は世界で最も多い疾患のひとつであり、成人であれば、ほぼ全ての人に修復した歯が存在する。このことから、二次う蝕もほぼ全ての人にできる。

## 二次カリエスのリスク
```
保険の詰め物（
レジン
、
インレー
）だと平均5年程度、
クラウン
だと約7年で二次う蝕が発生するとされる
[
1
]
。保険外では、ゴールドが最も二次う蝕になるリスクが少ないとされる。
```

10年の生存率は、メタルインレー67.5%、4/5冠60.5%、コンポジットレジン60.4%、メタルクラウン55.8%、メタルブリッジ31.9%であった。再治療の原因では二次う蝕によるものが多く、特にコンポジットレジン(78.2%)、メタルインレー(72.4%)で著明であった。
これらから、コンポジットレジンがもっとも二次う蝕になるリスクが高いと考えられる。

## 治療
治療はまず、修復物がある場合にはそれを除去し、う蝕部位の歯質を切削し、その後歯科修復材料で形態を修復する。切削時に痛みが伴うと予測される場合は、局所麻酔を使用する。使用する歯科修復材料はう蝕の部位や患者の希望等によりコンポジットレジンや、インレー、アマルガム、クラウンなどから決める。また審美的理由からセラミックス、耐久性や二次カリエスのリスクの低さからゴールドといった健康保険制度が適用できない素材を用いることもある。
セラミックスやコンポジットレジンは天然歯と外観が似ているため、前歯に用いられることが多い。奥歯は咬合圧が強い等の理由により、金属の修復物が使われることが多い。

う蝕が広範囲の場合、クラウンにすることが多い。これは、う蝕部位を切削した後、残った歯に上からかぶせる物で、銀合金、金、ポーセレン、陶材焼付合金等が使われる。
二次う蝕の場合には、すでに一度治療してある歯であることから、歯髄の中の神経が炎症を起こしていたり腐敗していたりすることが多い。その場合には、歯髄は抜髄される。これは根管治療と呼ばれる。歯髄を取り去った後の根管は埋められ、クラウンにより修復されることが多い。重度の二次う蝕では保存することが不可能であり、抜歯となることもある。
なお、後にレントゲン撮影を行った場合に、どのような治療を行い、どこまで歯科材料が入っているのかを容易に判断できるよう、口腔内に用いる歯科材料は、通常、X線不透過性の材料が用いられる（写真には真っ白な影で現れる）。